# Väster-Flärksjön
Väster-Flärksjön är en sjö i Bräcke kommun i Jämtland och ingår i Ljungans huvudavrinningsområde. Sjön har en area på 0,122 kvadratkilometer och ligger 312 meter över havet. Sjön avvattnas av vattendraget Flärkån.

## Delavrinningsområde
Väster-Flärksjön ingår i det delavrinningsområde (699551-149934) som SMHI kallar för Utloppet av Väster-Flärksjön. Medelhöjden är 372 meter över havet och ytan är 13,07 kvadratkilometer. Det finns inga avrinningsområden uppströms utan avrinningsområdet är högsta punkten. Flärkån som avvattnar avrinningsområdet har biflödesordning 4, vilket innebär att vattnet flödar genom totalt 4 vattendrag innan det når havet efter 170 kilometer. Avrinningsområdet består mestadels av skog (72 procent) och sankmarker (17 procent). Avrinningsområdet har 0,17 kvadratkilometer vattenytor vilket ger det en sjöprocent på 1,3 procent.